# Чёрный Канаан
«Чёрный Канаа́н» (англ. «Black Canaan») — рассказ ужасов Роберта Говарда, из цикла «Дикий юго-запад». Написан в 1933 году, многократно переписывался и был опубликован в 1936 году в чикагском журнале фантастики Weird Tales. На русском языке впервые вышел в двухтомном сборнике 1996 года «Конан и другие бессмертные» в переводе Александра Тишинина. В жанровой классификации произведение относится к «южной готике». Также входит в специфический журнальный субжанр «Weird menace» (Неведомая угроза) — остросюжетные детективные палп-рассказы 1930-40-х годов, связанные с расследованием загадочных происшествий. Стилистически и фактологически «Чёрный Канаан» связан с рассказом «Голуби преисподней» и с эссе «Келли-колдун», с которыми он составляет единую антологию.

## Персонажи и упоминаемые лица
- Кирби Бакнер — главное действующее лицо.
- Невеста Дамбалаха — колдунья-квартеронка
- Саул Старк — сын колдуна из Конго, жрец вуду.
- Джо Лаферти — хозяин платной конюшни на границе с Канааном.
- Исав Макбрайд —
- Ридли Джексон —
- Капитан Сорли —
- Нек —
- Билл Рейнольдс — полковник
- Дик —
- Тоуп Сорли — старый негр-невольник
- Джон Виллоуби —
- Танк Биксби —
- Том Брекинридж —
- Ричардсон —
- Миссис Ричардсон —
- Джеймс Брэкстон —

## Географические объекты
- Луизиана — штат на юге США.
- Туларуса-Крик — ручей в штате Луизиана, приток реки Блэк-Ривер.
- Канаан — вымышленный регион на севере Луизианы, болотная низина между Туларуса-Крик и Блэк-Ривер.
- Новый Орлеан — административный центр штата Луизиана.
- Гримсвилл — вымышленный город в штате Луизиана.
- Шарпсвилль — возможно, название административного центра вымышленного округа.
- Ниггер-Хэд-Крик — ручей, один из притоков в системе реки Блэк-Ривер.
- Южная Каролина — штат на юго-востоке США.
- Гошен — небольшой город в Луизиане.
- Атлантида — легендарный остров-государство в Атлантическом океане, затонувший в результате природного катаклизма в 9500 г. до н. э..

## Сюжет
Место действия — окрестности вымышленного города Гримсвилл, расположенного в центральной части штата Луизиана.